# Benoît Guérin de Berneron
Benoît Guérin de Berneron, né en 1745 à Saint-Clair (Manche), mort en 1797, est un général français de la Révolution. Proche de Dumouriez, il passe à l'ennemi en même temps que lui.

## Carrière

### Ancien Régime
Il s'engage dès 1756 au régiment de Boulonnais comme enseigne et le quitte un an plus tard pour naviguer. En 1762, il passe au régiment des Étrangers de Dunkerque et est réformé avec lui en 1763. il sert ensuite à Cayenne puis au sein du régiment de l'Île de France où il devient en 1772, lieutenant avec commission de capitaine.

### Révolution française
Le 23 mai 1792, il est nommé adjudant-général chef de bataillon, et le 9 septembre suivant adjudant-général chef de brigade. En janvier 1793, lors de l'offensive de l'armée du Nord en Hollande, il commande l'avant-garde du corps de Dumouriez et assiège Klundert, qui tombe le 4 mars 1793. Il est promu général de brigade le 8 mars 1793, et après la défaite française du 18 mars 1793 à Neerwinden, il est envoyé avec Westermann défendre Anvers.  
Après le coup de force raté de Dumouriez, Berneron, comme de nombreux généraux de l'armée du Nord, passe à l'ennemi avec son général en chef le 5 avril. Décrété d'arrestation dès le 31 mars, il part en exil tout d'abord avec Dumouriez et le duc de Chartres en Franconie puis seul.
Le général Berneron meurt en 1797.